# Studentboende

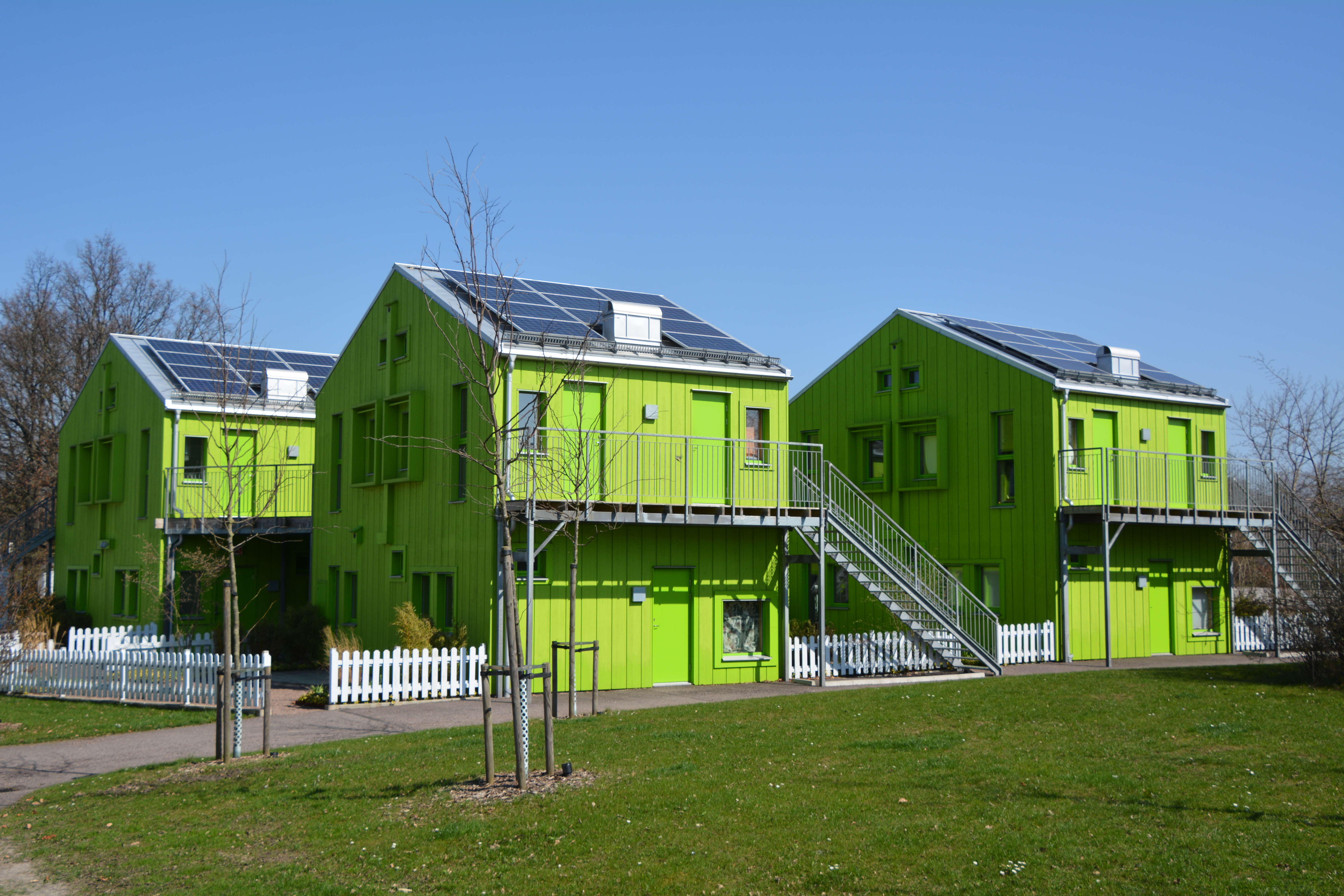
AF Bostäders studentbostäder Kämnärsrätten på Norra Fäladen i Lund, byggda 2017.

Studentboende är bostäder för studenter, företrädesvis vid eftergymnasiala utbildningar. Studentbostadsföretagen definierar en studentbostad som:
| ” | Bostadslägenhet för person inskriven vid studiemedelsberättigande eftergymnasial utbildning. Studentbostaden skall upplåtas med hyresrätt och på villkor om begränsad besittningsrätt, vilken är kopplad till hyresgästens fortsatta studier. | „ |

Snävare tillämpning av definitionen kan förekomma lokalt och bestäms av respektive studentbostadsförvaltare.
Studentbostadsföretagen delar upp studentbostäder i två huvudtyper, korridorbostäder (korridorboenden) respektive studentlägenheter. I korridorbostäder delar samtliga boende i korridoren på kök och andra gemensamhetsutrymmen, ibland även dusch och toalett. Studentlägenheter består också av två olika huvudtyper, lägenheter byggda med undantag, och lägenheter byggda utan undantag. Lägenheter byggda med undantag kallas ofta studentettor och har till exempel mindre matlagningsplats och färre fönster. Ofta kompenseras detta genom att det också finns till exempel gemensamt kök för de boende i huset. Lägenheter byggda utan undantag är att betrakta som vilken vanlig lägenhet som helst, dock finns i regel inga studentlägenheter större än tre rum och kök.